# 韩国公正交易委员会
公正交易委員會（韩语：／ Gongjeong Georae Wiwonhoe */?），是大韩民国于1981年建立负责经济竞争的监管机构，原隶属于經濟企劃院，1994年分离成为独立的副部级机构。1996年升级成为部级机构。